# Things Have Changed
Things Have Changed is een nummer uit de film Wonder Boys, geschreven en uitgevoerd door Bob Dylan. Het nummer won een Golden Globe en een Academy Award voor Beste Originele Nummer uit 2000. Het nummer werd commercieel geen succes, de hitlijsten werden niet gehaald.
Het nummer werd gecoverd door onder anderen Curtis Stigers en Bettye LaVette.